# أليوت كابلين
أليوت كابلين (بالإنجليزية: Elliot Caplin)‏ هو رسام كارتون أمريكي، ولد في 25 ديسمبر 1913 في نيو هيفن في الولايات المتحدة، وتوفي في 20 فبراير 2000 في Stockbridge, Massachusetts ‏ في الولايات المتحدة.